# Gruppo Grimaldi
Il Gruppo Grimaldi è una multinazionale italiana attiva nell'ambito della logistica e dei trasporti marittimi di merci e passeggeri.
Al gruppo, che ha sede a Palermo e opera in tutti i continenti, fanno capo varie compagnie di navigazione, terminal portuali e operatori logistici. Con una flotta di oltre 130 navi di proprietà, si tratta del primo gruppo armatoriale al mondo per merci rotabili trasportate, sebbene importanti siano anche il trasporto marittimo di autoveicoli e di container.

## Compagnie di navigazione
Il Gruppo Grimaldi controlla sette compagnie di navigazione:
- Grimaldi Euromed, compagnia con sede legale a Palermo e sede operativa a Napoli attiva nel trasporto di passeggeri e merci principalmente nel Mar Mediterraneo;
- Grimaldi Deep Sea, compagnia con sede legale a Palermo e sede operativa a Napoli attiva nel trasporto di merci principalmente nell'Oceano Atlantico;
- Atlantic Container Line, compagnia con sede legale a Westfield, negli Stati Uniti, e sede operativa a Göteborg, in Svezia, attiva nel trasporto di merci principalmente fra l'Europa e il Nord America;
- Finnlines, compagnia con sede a Helsinki, in Finlandia, attiva nel trasporto di passeggeri e merci nel Mar Baltico;
- Minoan Lines, compagnia con sede a Candia, in Grecia, attiva nel trasporto di passeggeri e merci fra i porti ellenici;
- Trasmed GLE, compagnia con sede a Valencia, in Spagna, attiva nel trasporto di passeggeri e merci fra la penisola iberica e le isole Baleari;
- Malta Motorways of the Sea, compagnia con sede a La Valletta, a Malta, attiva nel trasporto di merci da e per l'isola di Malta.

## Storia

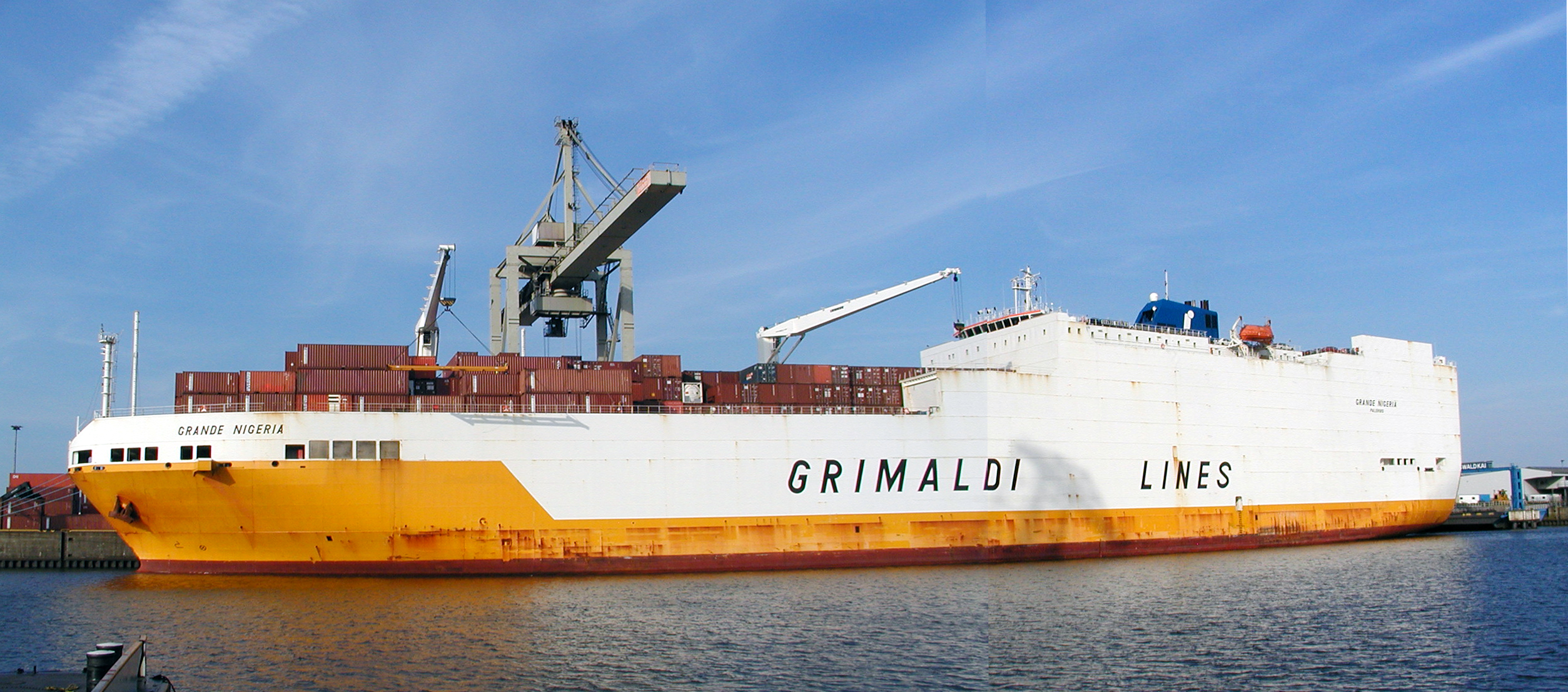
L'unità Grande Nigeria, nave multiuso.

Le origini del Gruppo Grimaldi risalgono al 1947 quando i fratelli Guido, Luigi, Mario, Aldo e Ugo Grimaldi fondano una compagnia di navigazione, la "Fratelli Grimaldi", inserendosi nei collegamenti marittimi fra il Mar Mediterraneo e i porti dell'America centrale e meridionale. L'impulso al traffico passeggeri è dato dalle ondate migratorie che nel secondo dopoguerra portano numerosi italiani verso il continente americano, anche se ben presto emerge e si afferma il trasporto di merci, che diviene il core business dell'azienda. Negli anni sessanta la compagnia inizia a investire nelle moderne navi portarinfuse, ma un punto di svolta arriva già nel 1969, quando viene stipulato un accordo con la casa automobilistica italiana FIAT per la spedizione di automobili via mare dall'Italia alla Gran Bretagna, un modello di successo che viene replicato negli anni successivi con altre case e su molte altre rotte. La compagnia assurge così a un ruolo di riferimento per la logistica dell'industria automobilistica e si specializza nel trasporto di merci rotabili, finendo per abbandonare del tutto la gestione delle navi portarinfuse e delle navi cisterna e puntare esclusivamente sui traghetti "ro-ro", ossia a caricamento orizzontale con l'ausilio di rampe in luogo delle gru.
Negli anni novanta la compagnia, immensamente cresciuta per dimensioni e volume d'affari, attraversa un periodo di transizione: da semplice vettore marittimo diventa operatore in un contesto di logistica integrata, avviando una fase di acquisizione di terminal portuali, infrastrutture e società logistiche e aprendo agenzie proprie localizzate in tutto il mondo. In questo scenario la compagnia si riorganizza attorno al "Gruppo Grimaldi", creando o incorporando varie compagnie di navigazione specializzate nei molteplici mercati serviti. Le livree delle navi della flotta vengono uniformate sotto una duplice classificazione: gialla e bianca per le unità "car carrier" dedicate al trasporto di automobili e per le unità "multipurpose" in grado di trasportare anche i container; blu e bianca per i traghetti dedicati al trasporto di passeggeri e per tutti gli altri ro-ro convenzionali destinati al trasporto di merci rotabili. Esordisce inoltre il marchio "Grimaldi Lines", che campeggia sulle murate prima delle sole navi cargo e poi anche di quelle passeggeri.
Al 2000 il Gruppo Grimaldi è strutturato intorno a tre compagnie di navigazione: Grandi Navi Veloci, Grimaldi Euromed e Grimaldi Deep Sea. Mentre le prime due ereditano la gestione del trasporto di passeggeri nel Mar Mediterraneo oltre a mantenerne le rotte commerciali, Grimaldi Deep Sea si specializza nel trasporto di merci sulle rotte dell'Oceano Atlantico. Nel medesimo anno il Gruppo Grimaldi acquisisce una quarta compagnia, Atlantic Container Line, attiva nei collegamenti fra l'Europa e la costa atlantica dell'America del Nord. Nel 2005 entra nel gruppo una quinta compagnia di navigazione, la finlandese Finnlines, attiva nei porti del Mar Baltico; viene inoltre costituita ex novo la compagnia Malta Motorways of the Sea, operatore attivo sulle rotte da e per l'isola di Malta. Nel 2009 il gruppo vende le proprie partecipazioni in Grandi Navi Veloci, demandando il trasporto di passeggeri nel Mar Mediterraneo alla sola Grimaldi Euromed.
Il Gruppo Grimaldi prosegue la sua espansione negli anni duemiladieci, durante i quali investe nel potenziamento del trasporto passeggeri, sebbene il traffico merci rimanga saldamente l'attività aziendale principale. Nel 2017 viene perfezionata l'acquisizione della compagnia greca Minoan Lines, attiva nelle rotte merci e passeggeri da e per i porti della Grecia. A partire dal 2019 il Gruppo Grimaldi implementa un vasto programma di riduzione del proprio impatto ambientale: le navi in servizio vengono equipaggiate con le più recenti tecnologie in materia di abbattimento delle emissioni - come gli scrubber per il trattamento dei gas di scarico - e contestualmente viene commissionata la costruzione di nuove unità all'avanguardia dal punto di vista ambientale - dotate di batterie per l'alimentazione a emissioni zero durante le soste in porto, pannelli fotovoltaici, motori a controllo elettronico, sistemi di recupero del calore e vari dispositivi e accorgimenti per l'efficientamento della navigazione e della gestione del carico. Le prime di queste unità a entrare in servizio sono i traghetti della classe GG5G a cavallo fra il 2020 e il 2022.
Il 19 luglio 2021 il Gruppo Grimaldi firma un accordo con l'armatore spagnolo Naviera Armas per l'acquisizione di cinque traghetti della controllata Trasmediterránea, oltre a varie strutture e uffici, da conferire in una neonata compagnia di navigazione, che prende il nome di Trasmed Grimaldi Logistics España e si inserisce nei collegamenti merci e passeggeri tra la penisola iberica e le isole Baleari. Il 21 marzo 2023 la joint venture composta da Grimaldi Euromed, Minoan Lines e il fondo Investment Construction Commercial And Industrial firma un accordo con l'Hellenic Republic Asset Development Fund - l'ente che amministra porti e altri beni pubblici greci - per l'acquisizione del 67% del capitale sociale del porto di Igoumenitsa, in Grecia. Con un'operazione da 84,17 milioni di euro, per la prima volta il Gruppo Grimaldi prende in gestione un intero scalo portuale di proprietà. Il 18 settembre 2024 viene siglato un altro accordo, sempre con l'Hellenic Republic Asset Development Fund, per l'acquisizione da parte di un consorzio formato da Grimaldi Euromed e Minoan Lines del 67% del capitale sociale del porto di Candia, il più importante scalo portuale dell'isola di Creta, a fronte di un investimento di 80 milioni di euro.

## Flotta passeggeri
Il servizio passeggeri viene svolto da Grimaldi Euromed sotto il marchio "Grimaldi Lines" per i collegamenti da e per l'Italia, da Minoan Lines sotto il marchio "Grimaldi Minoan Lines" per i collegamenti interni greci, da Finnlines per i collegamenti nel Mar Baltico e da Trasmed Grimaldi Logistics España per i collegamenti tra la penisola iberica e le isole Baleari.
| Classe                  | Tipo              | Nome                | IMO     | Anno | Stazza | Armatori                | Note                                                                |
| ----------------------- | ----------------- | ------------------- | ------- | ---- | ------ | ----------------------- | ------------------------------------------------------------------- |
| Superfast XI            | Fast Cruise Ferry | Cruise Ausonia      | 9227429 | 2002 | 30.902 | Grimaldi Euromed S.p.A. |                                                                     |
| Knossos Palace          | Fast Cruise Ferry | Cruise Bonaria      | 9204063 | 2000 | 37.500 | Grimaldi Euromed S.p.A. |                                                                     |
| P244                    | Ro-Pax            | Corfù               | 9349758 | 2006 | 27.522 | Grimaldi Euromed S.p.A. |                                                                     |
| Sorrento                | Ro-Pax            | Venezia             | 9304631 | 2004 | 26.000 | Grimaldi Euromed S.p.A. |                                                                     |
| Sorrento                | Ro-Pax            | Florencia           | 9287584 | 2004 | 26.000 | Grimaldi Euromed S.p.A. |                                                                     |
| Sorrento                | Ro-Pax            | Catania             | 9261554 | 2003 | 26.000 | Grimaldi Euromed S.p.A. |                                                                     |
| Classe Finnclipper      | Ro-Pax            | Euroferry Corfù     | 9138006 | 1999 | 30.144 | Grimaldi Euromed S.p.A. | In noleggio a Corsica Linea come Vizzavona fino all'aprile del 2028 |
| Star Class              | Ro-Pax            | Europalink          | 9319454 | 2007 | 46.124 | Grimaldi Euromed S.p.A. |                                                                     |
| Cruise Roma (allungate) | Fast Cruise Ferry | Cruise Barcelona    | 9351488 | 2008 | 63.742 | Grimaldi Euromed S.p.A. |                                                                     |
| Cruise Roma (allungate) | Fast Cruise Ferry | Cruise Roma         | 9351476 | 2008 | 63.742 | Grimaldi Euromed S.p.A. |                                                                     |
| Cruise Roma             | Fast Cruise Ferry | Cruise Europa       | 9351490 | 2009 | 54.310 | Grimaldi Euromed S.p.A. |                                                                     |
| Cruise Roma             | Fast Cruise Ferry | Cruise Sardegna     | 9351505 | 2010 | 54.310 | Grimaldi Euromed S.p.A. |                                                                     |
| Prometheus              | Fast Cruise Ferry | Zeus Palace         | 9208071 | 2001 | 31.730 | Grimaldi Euromed S.p.A. |                                                                     |
| Superfast V             | Fast Cruise Ferry | Europa Palace       | 9198939 | 2001 | 32.728 | Grimaldi Euromed S.p.A. |                                                                     |
| Knossos Palace          | Fast Cruise Ferry | Kydon Palace        | 9204568 | 2001 | 37.482 | Grimaldi Minoan Lines   |                                                                     |
| Olympia Palace          | Fast Cruise Ferry | Knossos Palace      | 9220330 | 2001 | 36.894 | Grimaldi Minoan Lines   |                                                                     |
| Olympia Palace          | Fast Cruise Ferry | Festos Palace       | 9220342 | 2002 | 36.894 | Grimaldi Minoan Lines   |                                                                     |
|                         | HSC               | Santorini Palace    | 9329095 | 2005 | 4.913  | Grimaldi Minoan Lines   | Noleggiato a Seajets con il nome Olympic Champion Jet               |
| P256                    | Ro-Pax            | Ciudad De Palma     | 9349772 | 2007 | 27.105 | Trasmed GLE             |                                                                     |
|                         | Ro-Pax            | Ciudad de Granada   | 9217125 | 2001 | 26.916 | Trasmed GLE             |                                                                     |
|                         | Ro-Pax            | Ciudad de Barcelona | 9506289 | 2011 | 29.514 | Trasmed GLE             | Già Volcán del Teide                                                |
|                         | Ro-Pax            | Ciudad de Mahón     | 9398890 | 2008 | 19.976 | Trasmed GLE             | Già Volcán de Tijarafe, noleggiata a lungo termine a Baleària       |
| Classe Finnclipper      | Ro-Pax            | Ciudad de Soller    | 9137997 | 1999 | 33.958 | Trasmed GLE             | Già Finnclipper, già Igoumenitsa                                    |
| Classe Lloyds           | Ro-Ro             | Gubal Trader        | 7802794 | 1979 | 7.616  | Trasmed GLE             | Noleggiato da United Marittime Egypt                                |

## Flotta cargo
Tutte le compagnie del Gruppo Grimaldi svolgono servizio di trasporto di merci, principalmente merci rotabili e autoveicoli, ma in misura minore anche container. Si segnala che su alcune unità è possibile riservare cabine passeggeri.
| Classe                 | Nome                   | Immagine | IMO         | Anno    | Tipo                    | Stazza                   | Armatore                      | Note                                                                                                   |
| ---------------------- | ---------------------- | -------- | ----------- | ------- | ----------------------- | ------------------------ | ----------------------------- | --- |
| GG5G                   | Eco Napoli             |          | 9985540     | 2025    | Ro-Ro Cargo             | 67.311                   | Grimaldi Euromed S.p.A.       | |
| GG5G                   | Eco Salerno            | 9985538  | 2024        |         | Ro-Ro Cargo             | 67.311                   | Grimaldi Euromed S.p.A.       | |
| GG5G                   | Eco Mediterranea       | 9859595  | 2022        | 63.711  | Ro-Ro Cargo             |                          | Grimaldi Euromed S.p.A.       | |
| GG5G                   | Eco Adriatica          | 9859600  | 2022        | 63.711  | Ro-Ro Cargo             |                          | Grimaldi Euromed S.p.A.       | |
| GG5G                   | Eco Italia             | 9859612  | 2022        | 64.575  | Ro-Ro Cargo             |                          | Grimaldi Euromed S.p.A.       | |
| GG5G                   | Eco Malta              | 9859583  | 2022        | 64.575  | Ro-Ro Cargo             |                          | Grimaldi Euromed S.p.A.       | |
| GG5G                   | Eco Catania            | 9859571  | 2021        | 64.575  | Ro-Ro Cargo             |                          | Grimaldi Euromed S.p.A.       | |
| GG5G                   | Eco Savona             | 9859569  | 2021        | 64.575  | Ro-Ro Cargo             |                          | Grimaldi Euromed S.p.A.       | |
| GG5G                   | Eco Livorno            | 9859557  | 2021        | 64.575  | Ro-Ro Cargo             |                          | Grimaldi Euromed S.p.A.       | |
| GG5G                   | Eco Barcelona          | 9859545  | 2020        | 64.575  | Ro-Ro Cargo             |                          | Grimaldi Euromed S.p.A.       | |
| GG5G                   | Eco Valencia           | 9859533  | 2020        | 67.311  | Ro-Ro Cargo             |                          | Grimaldi Euromed S.p.A.       | |
| Eurocargo Genova       | Eurocargo Ravenna      |          | 9471056     | 2012    | Ro-Ro Cargo             | 32.647                   | Grimaldi Euromed S.p.A.       | |
| Eurocargo Genova       | Eurocargo Bari         | 9471082  |             | 2012    | Ro-Ro Cargo             | 32.647                   | Grimaldi Euromed S.p.A.       | |
| Eurocargo Genova       | Eurocargo Livorno      | 9471070  |             | 2012    | Ro-Ro Cargo             | 32.647                   | Grimaldi Euromed S.p.A.       | |
| Eurocargo Genova       | Eurocargo Cagliari     | 9471068  |             | 2012    | Ro-Ro Cargo             | 32.647                   | Grimaldi Euromed S.p.A.       | |
| Eurocargo Genova       | Eurocargo Alexandria   | 9465540  | 2011        |         | Ro-Ro Cargo             | 32.647                   | Grimaldi Euromed S.p.A.       | |
| Eurocargo Genova       | Eurocargo Venezia      | 9465552  | 2011        |         | Ro-Ro Cargo             | 32.647                   | Grimaldi Euromed S.p.A.       | |
| Eurocargo Genova       | Eurocargo Roma         | 9465526  | 2010        |         | Ro-Ro Cargo             | 32.647                   | Grimaldi Euromed S.p.A.       | |
| Eurocargo Genova       | Eurocargo Palermo      | 9465538  | 2010        |         | Ro-Ro Cargo             | 32.647                   | Grimaldi Euromed S.p.A.       | |
| Eurocargo Genova       | Eurocargo Malta        | 9465514  | 2010        |         | Ro-Ro Cargo             | 32.647                   | Grimaldi Euromed S.p.A.       | |
| Eurocargo Genova       | Eurocargo Genova       | 9458951  | 2010        |         | Ro-Ro Cargo             | 32.647                   | Grimaldi Euromed S.p.A.       | |
| Classe Finnarrow       | Eurocargo Trieste      |          | 9468906     | 2012    | Ro-Ro Cargo             | 33.816                   | Malta Motorways of the Sea    | Già Finnsky                                                                                            |
| Classe Finnarrow       | Eurocargo Valencia     | 9468918  | Già Finnsun | 2012    | Ro-Ro Cargo             | 33.816                   | Malta Motorways of the Sea    | |
| Finnmaster             | Eurocargo Sicilia      |          | 9132014     | 1998    | Ro-Ro Cargo             | 12.433                   | Grimaldi Euromed S.p.A        | Già Finnmaster, attuale Eos, noleggiata a lungo termine a Baleària con opzione di acquisto dopo 5 anni |
| Grande Torino          | Grande California      |          | 9796377     | 2021    | Vehicles Carrier        | 65.225                   | Grimaldi Euromed S.p.A.       | |
| Grande Torino          | Grande Texas           | 9796365  |             | 2021    | Vehicles Carrier        | 65.225                   | Grimaldi Euromed S.p.A.       | |
| Grande Torino          | Grande Florida         | 9782716  | 2020        |         | Vehicles Carrier        | 65.225                   | Grimaldi Euromed S.p.A.       | |
| Grande Torino          | Grande New Jersey      | 9782704  | 2020        |         | Vehicles Carrier        | 65.225                   | Grimaldi Euromed S.p.A.       | |
| Grande Torino          | Grande Houston         | 9782699  | 2020        |         | Vehicles Carrier        | 65.225                   | Grimaldi Euromed S.p.A.       | |
| Grande Torino          | Grande Mirafiori       | 9782687  | 2019        |         | Vehicles Carrier        | 65.225                   | Grimaldi Euromed S.p.A.       | |
| Grande Torino          | Grande Torino          | 9782675  | 2018        |         | Vehicles Carrier        | 65.225                   | Grimaldi Euromed S.p.A.       | |
| Grande Baltimora       | Grande Halifax         |          | 2018        | 9784051 | Vehicles Carrier        | 63.000                   | Grimaldi Euromed S.p.A.       | |
| Grande Baltimora       | Grande New York        | 9784049  | 2017        |         | Vehicles Carrier        | 63.000                   | Grimaldi Euromed S.p.A.       | |
| Grande Baltimora       | Grande Baltimora       | 9784037  | 2017        |         | Vehicles Carrier        | 63.000                   | Grimaldi Euromed S.p.A.       | |
| Grande Europa          | Grande Europa          |          | 9138381     | 1998    | Vehicles Carrier        | 51.714                   | Grimaldi Euromed S.p.A.       | |
| Grande Europa          | Grande Mediterraneo    | 9138393  |             | 1998    | Vehicles Carrier        | 51.714                   | Grimaldi Euromed S.p.A.       | |
| Grande Europa          | Gran Bretagna          | 9143702  | 1999        |         | Vehicles Carrier        | 51.714                   | Grimaldi Euromed S.p.A.       | |
| Grande Africa          | Grande Africa          |          | 9130949     | 1998    | Ro-Ro/Container Carrier | 56.642                   | ACL - Atlantic Container Line | |
| Grande Africa          | Grande Atlantico       | 9130951  | 1999        |         | Ro-Ro/Container Carrier | 56.642                   | ACL - Atlantic Container Line | |
| Grande Africa          | Grande Argentina       | 9198135  | 2001        | 56.660  | Ro-Ro/Container Carrier |                          | ACL - Atlantic Container Line | |
| Grande Africa          | Grande San Paolo       | 9253208  | 2003        | 56.738  | Ro-Ro/Container Carrier | Grimaldi Deep Sea S.p.A. |                               | |
| Grande Africa          | Grande Francia         | 9246592  | 2002        | 56.738  | Ro-Ro/Container Carrier | Grimaldi Deep Sea S.p.A. |                               | |
| Grande Africa          | Grande Amburgo         | 9246607  | 2003        | 56.738  | Ro-Ro/Container Carrier | Grimaldi Deep Sea S.p.A. |                               | |
| Grande Africa          | Grande Nigeria         | 9246580  | 2003        | 56.738  | Ro-Ro/Container Carrier | Grimaldi Deep Sea S.p.A. |                               | |
| Grande Africa          | Grande Buenos Aires    | 9253210  | 2004        | 56.738  | Ro-Ro/Container Carrier | Grimaldi Deep Sea S.p.A. |                               | |
| Grande Ellade          | Grande Ellade          |          | 9220627     | 2001    | Vehicles Carrier        | 52.485                   | Grimaldi Euromed S.p.A.       | |
| Grande Ellade          | Grande Scandinavia     | 9220615  | 2001        |         | Vehicles Carrier        | 52.485                   | Grimaldi Euromed S.p.A.       | |
| Grande Italia          | Grande Italia          |          | 9227912     | 2001    | Vehicles Carrier        | 37.726                   | Grimaldi Euromed S.p.A.       | |
| Grande Italia          | Grand Benelux          | 9227900  |             | 2001    | Vehicles Carrier        | 37.726                   | Grimaldi Euromed S.p.A.       | |
| Grande Italia          | Grande Spagna          | 9227924  | 2002        |         | Vehicles Carrier        | 37.726                   | Grimaldi Euromed S.p.A.       | |
| Grande Italia          | Grande Portogallo      | 9245598  | 2002        |         | Vehicles Carrier        | 37.726                   | Grimaldi Euromed S.p.A.       | |
| Grande Roma            | Grande Roma            |          | 9247936     | 2003    | Vehicles Carrier        | 44.408                   | Grimaldi Euromed S.p.A.       | |
| Grande Roma            | Grande Napoli          | 9247924  |             | 2003    | Vehicles Carrier        | 44.408                   | Grimaldi Euromed S.p.A.       | |
| Grande Anversa         | Grande Anversa         |          | 9287417     | 2004    | Vehicles Carrier        | 38.651                   | Grimaldi Euromed S.p.A.       | |
| Grande Anversa         | Grande Detroit         | 9293272  | 2005        |         | Vehicles Carrier        | 38.651                   | Grimaldi Euromed S.p.A.       | |
| Grande Anversa         | Grande Sicilia         | 9312092  | 2006        |         | Vehicles Carrier        | 38.651                   | Grimaldi Euromed S.p.A.       | |
| Grande Anversa         | Grande Colonia         | 9318527  | 2007        |         | Vehicles Carrier        | 38.651                   | Grimaldi Euromed S.p.A.       | |
| Grande Angola          | Grande Angola          |          | 9343156     | 2008    | Ro-Ro/Container Carrier | 47.115                   | Grimaldi Deep Sea S.p.A.      | |
| Grande Angola          | Grande Ghana           | 9343168  | 2009        |         | Ro-Ro/Container Carrier | 47.115                   | Grimaldi Deep Sea S.p.A.      | |
| Grande Benin           | Grande Benin           |          | 2009        | 9343170 | Ro-Ro/Container Carrier | 47.218                   | Grimaldi Deep Sea S.p.A.      | |
| Grande Benin           | Grande Senegal         | 9377470  | 2010        |         | Ro-Ro/Container Carrier | 47.218                   | Grimaldi Deep Sea S.p.A.      | |
| Grande Benin           | Grande Cameroon        | 9377482  | 2010        |         | Ro-Ro/Container Carrier | 47.218                   | Grimaldi Deep Sea S.p.A.      | |
| Grande Benin           | Grande Togo            | 9465370  | 2011        |         | Ro-Ro/Container Carrier | 47.218                   | Grimaldi Deep Sea S.p.A.      | |
| Grande Benin           | Grande Costa d'Avorio  | 9465382  | 2011        |         | Ro-Ro/Container Carrier | 47.218                   | Grimaldi Deep Sea S.p.A.      | |
| Grande Marocco         | Grande Marocco         |          | 9437907     | 2010    | Ro-Ro/Container Carrier | 47.658                   | Grimaldi Deep Sea S.p.A.      | |
| Grande Marocco         | Grande Guinea          | 9437919  |             | 2010    | Ro-Ro/Container Carrier | 47.658                   | Grimaldi Deep Sea S.p.A.      | |
| Grande Marocco         | Grande Congo           | 9437921  |             | 2010    | Ro-Ro/Container Carrier | 47.658                   | Grimaldi Deep Sea S.p.A.      | |
| Grande Marocco         | Grande Gabon           | 9437933  | 2011        |         | Ro-Ro/Container Carrier | 47.658                   | Grimaldi Deep Sea S.p.A.      | |
| Grande Marocco         | Grande Sierra Leone    | 9437945  | 2011        |         | Ro-Ro/Container Carrier | 47.658                   | Grimaldi Deep Sea S.p.A.      | |
| Repubblica del Brasile | Repubblica del Brasile |          | 9138422     | 1998    | Ro-Ro/Container Carrier | 51.925                   | Grimaldi Deep Sea S.p.A.      | |
| Grande Lagos           | Grande Tema            |          | 9672090     | 2014    | Ro-Ro/Container Carrier | 71.543                   | Grimaldi Deep Sea S.p.A.      | |
| Grande Lagos           | Grande Lagos           | 9672088  |             | 2014    | Ro-Ro/Container Carrier | 71.543                   | Grimaldi Deep Sea S.p.A.      | |
| Grande Lagos           | Grande Abidjan         | 9680712  | 2015        |         | Ro-Ro/Container Carrier | 71.543                   | Grimaldi Deep Sea S.p.A.      | |
| Grande Lagos           | Grande Cotonou         | 9672105  | 2015        |         | Ro-Ro/Container Carrier | 71.543                   | Grimaldi Deep Sea S.p.A.      | |
| Grande Lagos           | Grande Dakar           | 9680724  | 2015        |         | Ro-Ro/Container Carrier | 71.543                   | Grimaldi Deep Sea S.p.A.      | |
| Grande Lagos           | Grande Luanda          | 9724738  | 2015        |         | Ro-Ro/Container Carrier | 71.543                   | Grimaldi Deep Sea S.p.A.      | |
| Great Antwerp          | Great Antwerp          |          | 9935014     | 2023    | Ro-Ro/Container Carrier | 89.797                   | Grimaldi Deep Sea S.p.A.      | |
| Great Antwerp          | Great Lagos            | 9935026  |             | 2023    | Ro-Ro/Container Carrier | 89.797                   | Grimaldi Deep Sea S.p.A.      | |
| Great Antwerp          | Great Tema             | 9935038  |             | 2023    | Ro-Ro/Container Carrier | 89.797                   | Grimaldi Deep Sea S.p.A.      | |
| Great Antwerp          | Great Casablanca       | 9935052  | 2024        |         | Ro-Ro/Container Carrier | 89.797                   | Grimaldi Deep Sea S.p.A.      | |
| Great Antwerp          | Great Abidjan          | 9935040  | 2024        |         | Ro-Ro/Container Carrier | 89.797                   | Grimaldi Deep Sea S.p.A.      | |
| Great Antwerp          | Great Cotonou          | 9935064  | 2024        |         | Ro-Ro/Container Carrier | 89.797                   | Grimaldi Deep Sea S.p.A.      | |

## Flotta Finnlines
| Classe             | Nome         | Immagine | Imo     | Anno di costruzione | Tipo   | Lunghezza (m) | Stazza | Passeggeri | Metri lineari di carico | Velocità (nodi) |
| ------------------ | ------------ | -------- | ------- | ------------------- | ------ | ------------- | ------ | ---------- | ----------------------- | --------------- |
| Superstar          | Finncanopus  |          | 9902421 | 2023                | Ro-Pax | 236           | 65 692 | 1212       | 5 200                   | 21              |
| Superstar          | Finnsirius   |          | 9902419 | 2023                | Ro-Pax | 236           | 65 692 | 1212       | 5 200                   | 21              |
| Star Class         | Finnstar     |          | 9319442 | 2006                | Ro-Pax | 218,8         | 46124  | 554        | 4200                    | 22              |
| Star Class         | Finnmaid     |          | 9319466 | 2006                | Ro-Pax | 218,8         | 46124  | 554        | 4200                    | 22              |
| Star Class         | Finnlady     |          | 9336268 | 2007                | Ro-Pax | 218,8         | 46124  | 554        | 4200                    | 22              |
| Star Class         | Finnswan     |          | 9336256 | 2007                | Ro-Pax | 218,8         | 46124  | 554        | 4200                    | 22              |
| GG5G               | Finneco lll  |          | 9856854 | 2022                | Ro-Ro  |               | 60.515 | /          | 5 800                   | 23              |
| GG5G               | Finneco ll   |          | 9856842 | 2022                | Ro-Ro  |               | 60.515 | /          | 5 800                   | 23              |
| GG5G               | Finneco l    |          | 9856830 | 2022                | Ro-Ro  |               | 60.515 | /          | 5 800                   | 23              |
| Classe Finnmill    | Finnmill     |          | 9212656 | 2002                | Ro-Ro  | 187,06        | 25732  | /          | 2681                    | 20              |
| Classe Finnmill    | Finnpulp     |          | 9212644 | 2002                | Ro-Ro  | 187,06        | 25732  | /          | 2681                    | 20              |
|                    | Finnmerchant |          | 9234082 | 2003                | Ro-Ro  | 193           | 23235  | /          | 2606                    | 18              |
| Classe Finnhansa   | Finnpartner  |          | 9010163 | 1994                | Ro-Pax | 183           | 33313  | 270        | 3050                    | 21,3            |
| Classe Finnhansa   | Finntrader   |          | 9017769 | 1995                | Ro-Pax | 183           | 33313  | 270        | 3050                    | 21,3            |
| Classe Finnclipper | Finnfellow   |          | 9145164 | 2000                | Ro-Pax | 189,7         | 33724  | 800        | 3079                    | 22              |
| Classe Finnarrow   | Finnbreeze   |          | 9468889 | 2011                | Ro-Ro  | 217,7         | 33816  | /          | 4195                    | 20              |
| Classe Finnarrow   | Finnsea      |          | 9468891 | 2011                | Ro-Ro  | 217,7         | 33816  | /          | 4195                    | 20              |
| Classe Finnarrow   | Finntide     |          | 9468920 | 2012                | Ro-Ro  | 217,7         | 33816  | /          | 4195                    | 20              |
| Classe Finnarrow   | Finnwave     |          | 9468932 | 2012                | Ro-Ro  | 217,7         | 33816  | /          | 4195                    | 20              |

### Flotta Atlantic Container Line
| Classe        | Nome          | IMO     | Anno | Stazza  | Tipo            |
| ------------- | ------------- | ------- | ---- | ------- | --------------- |
| Classe ACL G4 | Atlantic Sun  | 9670614 | 2017 | 100.430 | Ro-Ro Container |
| Classe ACL G4 | Atlantic Sky  | 9670602 | 2017 | 100.430 | Ro-Ro Container |
| Classe ACL G4 | Atlantic Sail | 9670585 | 2016 | 100.430 | Ro-Ro Container |
| Classe ACL G4 | Atlantic Sea  | 9670597 | 2016 | 100.430 | Ro-Ro Container |
| Classe ACL G4 | Atlantic Star | 9670573 | 2015 | 100.430 | Ro-Ro Container |

## Flotta del passato
Nella tabella che segue è riportato un elenco non esaustivo di unità che nel corso degli anni hanno operato per conto delle compagnie di navigazione del Gruppo Grimaldi. Non sono riportate le navi appartenute a Grandi Navi Veloci, che costituisce oggi una realtà a sé stante, pur avendo fatto parte a tutti gli effetti del gruppo.
| Classe                 | Nome                                             | IMO     | Anno di costruzione | Tipo                    | Stazza | Anni di Servizio | Note                                                                         |
| ---------------------- | ------------------------------------------------ | ------- | ------------------- | ----------------------- | ------ | ---------------- | ---------------------------------------------------------------------------- |
| Ikarus Palace          | Pasiphae (1997-1998) Pasiphae Palace (1998-2009) | 9161948 | 1997                | Cruise Ferry            | 30.010 | 1998-2009        | Attuale Jean Nicoli di Corsica Linea                                         |
| Repubblica di Venezia  | Repubblica di Venezia                            | 8511706 | 1987                | Vehicle Carriers        | 48.622 | 1987-2011        | Demolita nel 2011 ad Alang come Venezia                                      |
| Repubblica di Venezia  | Repubblica di Pisa                               | 8511691 | 1987                | Vehicle Carriers        | 48.688 | 1987-2003        | Demolita nel 2010 a Chittagong come Sea Atef                                 |
| Repubblica di Venezia  | Repubblica di Genova                             | 8521206 | 1988                | Vehicle Carriers        | 42.567 | 1988-2008        | Demolita nel 2010 ad Alang come Front                                        |
| Repubblica di Venezia  | Repubblica di Amalfi                             | 8521218 | 1989                | Vehicle Carriers        | 42.574 | 1989-2012        | Demolita nel 2012 come Jai Bhole                                             |
| Grande Roma            | Grande Lagos                                     | 9279812 | 2004                | Vehicle Carriers        | 44.408 | 2004-2010        | Attuale Neptune Koper                                                        |
| Frecce                 | Freccia Rossa                                    | 6930726 | 1969                | Vehicle Carriers        | 13.266 | 1969-1998        | Allungata nel 1976 a Fiume Demolita nel 2004 a Bombay come Moby G.           |
| Frecce                 | Freccia Blu                                      | 7012466 | 1970                | Vehicle Carriers        | 13.134 | 1970-2002        | Allungata nel 1984 a Palermo Demolita nel 2002 a Bombay (India) come Cia Blu |
|                        | Malta Express                                    | 7902726 | 1980                | Ro-Pax                  | 11.457 | 1999-2006        | Attuale Trans Asia 1 di Trans Asia Shipping Line                             |
|                        | Victory                                          | 8814263 | 1989                | Ro-Pax                  | 27.362 | 1998-2008        | Demolita ad Aliağa nel 2017 come Fantasy                                     |
| Dora Baltea            | Po                                               | 7351616 | 1974                | Vehicles Carrier        | 15.066 | 1974-2003        | Ribattezzata St. Angelo nel 2000 Demolita nel 2003                           |
| Dora Baltea            | Dora Baltea                                      | 7395260 | 1975                | Vehicles Carrier        | 15.066 | 1975-2007        | Ribattezzata St. John nel 2000 Demolita nel 2007                             |
| Dora Baltea            | Dora Riparia                                     | 7423706 | 1976                | Vehicles Carrier        | 12.531 | 1976-2008        | Ribattezzata Medina nel 1999 Demolita ad Aliağa nel 2008                     |
|                        | Dyvi Kattegat                                    | 7325215 | 1973                | Vehicles Carrier        | 25.615 | 2004-2007        | Demolita nel 2009                                                            |
|                        | Lince                                            | 8030893 | 1982                | Ro-Ro                   | 17.773 | 1996-2003        | Demolita nel 2003                                                            |
|                        | Altinia                                          | 9048471 | 1992                | Ro-Ro                   | 8.924  | 1998-1999        | Attuale Ha Spring                                                            |
| Grande Africa          | Grande America                                   | 9130937 | 1997                | Con-Ro                  | 56.642 | 1997-2019        | Naufragata il 12 marzo 2019 nel golfo di Biscaglia                           |
| Finnmaster             | Finncarrier                                      | 9132002 | 1998                | Ro-Ro                   | 12.433 | 2016-2019        | Attuale Cadena 4 di Cldn                                                     |
| Eurocargo Sicilia      | Eurocargo Brindisi                               | 9503639 | 2012                | Ro-Ro                   | 29.429 | 2015-2019        | Attuale Stena Shipper per Stena Line                                         |
| Eurocargo Sicilia      | Eurocargo Sicilia                                | 9457177 | 2009                | Ro-Ro                   | 29.429 | 2015- 2022       | Attuale California Star di Baja Ferries                                      |
| Eurocargo Sicilia      | Eurocargo Savona                                 | 9457191 | 2011                | Ro-Ro                   | 29.429 | 2015-2024        | Attuale Cabo Star di Baja Ferries                                            |
| Eurocargo Sicilia      | Eurocargo Catania                                | 9503627 | 2011                | Ro-Ro                   | 29.429 | 2015 - 2025      | Attuale Lista                                                                |
| Eurocargo Trieste      | Eurocargo Trieste                                | 9131515 | 1997                | Ro-Ro                   | 26.188 | 2015-2019        | Colpita da un incendio il 21 novembre 2019 Demolita ad Aliağa a maggio 2020  |
| Eurocargo Trieste      | Eurocargo Patrasso                               | 9131527 | 1998                | Ro-Ro                   | 26.188 | 2015-2021        | Demolita ad Aliağa a dicembre 2021                                           |
| Fides                  | Fides                                            | 9030852 | 1993                | Vehicles Carrier        | 33.825 | 1993-2020        | Demolita ad Aliağa a luglio 2020                                             |
| Fides                  | Spes                                             | 9030864 | 1993                | Vehicles Carrier        | 33.823 | 1993-2020        | Demolita ad Aliağa ad agosto 2020                                            |
| Euroferry Malta        | Euroferry Malta                                  | 9108556 | 1995                | Ro-Pax                  | 21.664 | 1995-2020        | Attuale Cenk G di Cenk RoRo                                                  |
| Euroferry Malta        | Eurocargo Napoli                                 | 9108568 | 1995                | Ro-Pax                  | 21.664 | 1995-2022        | Attuale Napoli di GM Logistic                                                |
|                        | Ciudad de Mahon                                  | 9181091 | 2000                | Ro-Pax                  | 22.152 | 2021 - 2022      | Attuale Isle of Inisheer per Irish Ferries                                   |
| Classe Finnhansa       | Euroferry Olympia                                | 9010151 | 1995                | Ro-Pax                  | 32.534 | 1995 - 2022      | Demolita ad Aliağa a fine 2023                                               |
| Ikarus Palace          | Cruise Smeralda                                  | 9144811 | 1997                | Cruise Ferry            | 30.010 | 2010 - 2023      | Attuale AF Mia di Adria Ferries                                              |
| Classe Finnhansa       | Ciudad de Alcúdia                                | 9010175 | 1994                | Ro-Pax                  | 32.534 | 1994 - 2024      | Attuale Alcudia Express di United Marittime Egypt                            |
| Classe Finnhawk        | Finnhawk                                         | 9207895 | 2001                | Ro-Ro                   | 11.671 | 2001 - 2024      | Attuale Bahía Cargo di Fred Olsen Express                                    |
| Classe Finnhawk        | Finnkraft                                        | 9207883 | 2000                | Ro-Ro                   | 11.671 | 2000 - 2024      | Attuale Bentayga Cargo di Fred Olsen Express                                 |
| Eurocargo Valencia     | Eurocargo Valencia                               | 9192959 | 1999                | Ro-Ro                   | 29.412 | 1999 - 2024      | Attuale RSC Caribe per Roro Shipping Company S.A.                            |
| Eurocargo Valencia     | Eurocargo Istanbul                               | 9165310 | 1998                | Ro-Ro                   | 29.412 | 1998 - 2025      | Attuale Merna 2 per Merna Shipping                                           |
| Eurocargo Valencia     | Eurocargo Salerno                                | 9175494 | 1998                | Ro-Ro                   | 29.412 | 1998 - 2025      | Attuale Rahaf 1                                                              |
| Repubblica del Brasile | Repubblica Argentina                             | 9138410 | 1998                | Ro-Ro/Container Carrier | 51.925 | 1998 - 2025      | Demolita ad Aliağa a Gennaio 2025                                            |
| Repubblica del Brasile | Repubblica del Brasile                           | 9138422 | 1998                | Ro-Ro/Container Carrier | 51.925 | 1998 - 2025      | Demolita ad Aliağa a luglio 2025                                             |
| Grande Africa          | Grande Brasile                                   | 9198123 | 2000                | Ro-Ro/Container Carrier | 56.600 | 2000 - 2025      | Demolita ad Aliağa a Maggio 2025                                             |